# Orthromicta
Orthromicta là một chi bướm đêm thuộc họ Cosmopterigidae.